# 王宪苓
王宪苓（10月10日—），出生于中华民国台湾台北市，她的祖先来自中国大陆的上海市和山东省，他成长于纽约市皇后区，是一位美国华人女演员和女模特儿。她当前住在洛杉矶。

## 简介
7岁时，王宪苓就对电影产生了浓厚的兴趣。1992年，中学时，她出演了第一部电影《推手》，此时奥斯卡奖获得者著名华人导演李安说她太年轻，不适合这个角色。当时正在纽约交通博物馆，李安指导了她如何学习和如何继续追求她的演艺事业，后来，她就读于纽约大学戏剧院。

## 作品

### 音乐作品
2007年，王宪苓出现在爱尔兰流行组合西城男孩的音乐录影带“家”中。

### 代言作品
王宪苓曾为潘婷洗发液做广告。
2010年，王宪苓为美国专利牙科诊疗产品做全球代言人。

## 慈善事业
1997年3月开始，王宪苓一直做艾滋病相关的慈善事业。 
她在洛杉矶的迪士尼和电视节目中经常宣传孩子多锻炼身体，同时也宣传保护动物。